# 西川村 (福島県)
西川村（にしかわむら）は福島県大沼郡にあった村。現在の三島町中心部、只見川右岸の会津宮下駅周辺にあたる。

## 地理
- 山：湯の岳
- 河川：只見川

## 歴史
- 1889年（明治22年）4月1日 - 町村制の施行により、宮下村、川井村、大登村、桑原村の区域をもって発足。
- 1942年（昭和17年）4月1日 - 原谷村・三谷村と合併して宮下村が発足。同日西川村廃止。

## 交通

### 鉄道路線
- 日本国有鉄道
  - 只見線
    - 会津宮下駅

### 道路
- 沼田街道（現・国道252号）